# The Twilight Singers
The Twilight Singers è un progetto musicale del rocker americano Greg Dulli (ex leader degli Afghan Whigs e riferimento di una intera area indie-rock USA).

## Storia del gruppo
L'idea nasce nel 1997, quando il primo gruppo di Dulli era ancora attivo. Il primo disco, Twilight as Played by the Twilight Singers esce però solo nel 2000, archiviata la precedente esperienza con la possibilità di dedicarsi a tempo pieno al suo nuovo progetto.
L'esordio - edito per la Sony - unisce al rock crepuscolare di Dulli esperienze trip hop e un taglio elettronico fino a quel momento inedito. Sfortunatamente né i fan né la critica appaiono convinti dagli esperimenti del rocker americano, che decide di tornare alla musica elettrica e fortemente venata di soul (il cantante preferito di Greg Dulli è Prince) che ha sempre dimostrato di saper maneggiare con maggior capacità. Il risultato arriva nel 2003 ed è Blackberry Belle (tra i collaboratori, anche Mark Lanegan, con coi poi Dulli fonderà i Gutter Twins), disco con cui inizia il rapporto discografico con la One Little Indian e riporta il nome di Dulli sulle piazze più importanti del rock indipendente. In quel momento si intensificano i rapporti con l'Italia, grazie ad un tour assieme agli Afterhours di Manuel Agnelli - con cui Greg stringe amicizia in occasione del matrimonio di un amico comune - che sfoceranno poi nella decisione di far suonare il cantante del gruppo milanese sia in un brano del successivo She Loves You (disco di cover in cui vengono reinterpretati, tra gli altri, John Coltrane, Hope Sandoval, Björk, Billie Holiday e George Gershwin) del 2004, sia come tastierista nel successivo tour.
Nel 2005 viene pubblicato Greg Dulli's Amber Headlights, disco di canzoni già scritte - addirittura ai tempi degli Afghan Whigs - e mai uscite su disco, reinterpretate secondo il suo attuale stile. Il disco è venduto esclusivamente su Internet e ai concerti della band.
Nel 2006 esce Powder Burns, un disco con perle di rara bellezza: le liriche di Dulli (sempre molto ispirato) vengono esaltate dai tappeti sonori della band. Da ricordare la title track Powder Burns, un crescendo esaltante e vigoroso, o la splendida ballad Dead to rights. Bonnie Brae si apre e si chiude con un riff di chitarra semplice ma praticamente eterno, Forty Dollars invece fa un sapiente uso di ritmo e vigore. Trova spazio anche una versione di "La vedova bianca" degli Afterhours, la band italiana guidata da Manuel Agnelli, qui intitolata My time has come.
Passano 5 lunghi anni di progetti alternativi per Greg Dulli (su tutti i Gutter Twins in coppia con Mark Lanegan) e i Twilight Singers sembrano un lontano ricordo. Ma ecco il ritorno tanto atteso, nel febbraio del 2011 la band pubblica Dynamite Steps, per la Sub Pop Records. Un disco che permette a Dulli di esplorare nuovamente i confini della propria creatività, e di lasciare segni di vulcanica e lacerante poesia. Una band ancora viva, un songwriting di un altro livello: insomma il rock americano è ancora in piedi.
La band ha anche iniziato un tour nel marzo 2011, che toccherà gli USA e anche molte città europee.

## Discografia
Album in studio
- 2000 - Twilight as Played by the Twilight Singers
- 2003 - Blackberry Belle
- 2004 - She Loves You
- 2005 - Greg Dulli's Amber Headlights
- 2006 - Powder Burns
- 2011 - Dynamite Steps

EP
- 2003 - Black Is The Color Of My True Love's Hair
- 2006 - A Stitch in Time